# Ellisville (Misuri)
Ellisville es una ciudad ubicada en el condado de San Luis en el estado estadounidense de Misuri. En el Censo de 2010 tenía una población de 9133 habitantes y una densidad poblacional de 802,34 personas por km².

## Geografía
Ellisville se encuentra ubicada en las coordenadas 38°35′22″N 90°35′18″O / 38.58944, -90.58833. Según la Oficina del Censo de los Estados Unidos, Ellisville tiene una superficie total de 11.38 km², de la cual 11.38 km² corresponden a tierra firme y (0%) 0 km² es agua.

## Demografía
Según el censo de 2010, había 9133 personas residiendo en Ellisville. La densidad de población era de 802,34 hab./km². De los 9133 habitantes, Ellisville estaba compuesto por el 91.66% blancos, el 1.89% eran afroamericanos, el 0.13% eran amerindios, el 4.29% eran asiáticos, el 0% eran isleños del Pacífico, el 0.62% eran de otras razas y el 1.4% pertenecían a dos o más razas. Del total de la población el 2.44% eran hispanos o latinos de cualquier raza.

## Educación
La Biblioteca del Condado de San Luis gestiona la Daniel Boone Branch and Asian Center.